# 釜山院洞駅
釜山院洞駅（プサヌォンドンえき）は、大韓民国釜山広域市東萊区にある韓国鉄道公社（KORAIL）東海線の駅。当駅には電鉄線の電車のみが停車する。
近接する慶尚南道梁山市にある院洞駅との混同防止のため、駅名に「釜山」が付けられた。

## 駅構造
- 相対式ホーム2面2線の高架駅。乗降場は水営江の上に設けられている。

## 駅周辺
- 釜山第一都市高速道路院洞IC
- 水営江

## 歴史
- 2019年10月25日 - 駅名が正式決定[1]
- 2020年3月28日 - 開業。

## 隣の駅
韓国鉄道公社
東海線（ムグンファ号）
（釜田駅） - （全列車通過） - （センタム駅）
●東海電鉄線
安楽駅 K115 - 釜山院洞駅 K116 - 栽松駅 K117